# L'Aiguillon-sur-Vie
L'Aiguillon-sur-Vie é uma comuna francesa na região administrativa da Pays de la Loire, no departamento de Vendéia. Estende-se por uma área de 23,22 km². Em 2010 a comuna tinha 2 010 habitantes (densidade: 86,6 hab./km²).